# Oksana Dmitrieva
Oksana Dmitrieva (Oekraïens: Оксана Федорівна Дмітрієва) (22 augustus 1977) is een Russisch poppenspeelster.
Dmitrieva studeerde van 2001 tot 2006 in Charkov gelijktijdig aan twee faculteiten aan de Kharkiv National Kotlyarevsky University of Arts, en in 2007 in Kiev aan de Nationale Universiteit voor Theater, Film en TV. Na haar opleiding ging ze werken voor het Kharkiv State Academic Puppet Theater named after VA Afanasyev, eerst als regisseur, daarna als directeur van het theater.

## Prijzen
- Honored Artist of the Autonomous Republic of Crimea-prijs, 2006[2]
- Lesya Kurbas Prize, 2017[3]

- International Standard Name Identifier: 0000 0003 8354 3109
- Virtual International Authority File: 81151776766918010921